# Actinella carinofausta
Actinella carinofausta – gatunek ślimaka trzonkoocznego z rodziny Geomitridae.

## Występowanie
Jest to endemit. Jego występowanie prawdopodobnie ogranicza się do jednej doliny na Maderze (należącej do Portugalii).
Jest to zwierzę lądowe. Zamieszkuje tereny trawiaste klimatu umiarkowanego.

## Status
W 1994 uznano ten gatunek za rzadki, w 1996 za gatunek o niskim ryzyku wyginięcia, w 2000 za narażony na wyginięcie, a od 2011 roku jest klasyfikowany jako zagrożony wyginięciem.